# Sclerolobium melanocarpum
Sclerolobium melanocarpum är en ärtväxtart som beskrevs av Adolpho Ducke. Sclerolobium melanocarpum ingår i släktet Sclerolobium och familjen ärtväxter. Inga underarter finns listade i Catalogue of Life.